# R Северной Короны
R Се́верной Коро́ны (R Coronae Borealis, R CrB) — переменная звезда, жёлтый гигант в созвездии Северная Корона. Является любимой наблюдателями звездой с момента открытия её переменности в 1795 году английским астрономом-любителем, Эдвардом Пиготтом. Расположенная внутри яркого венца из звезд, которые образуют Северную корону, R CrB, как правило, может быть легко найдена в бинокль или даже невооруженным глазом как звезда 6-й величины.
RCB-звёзды являются продуктом заключительной вспышки гелиевой оболочки или слияния белых карликов в двойной системе. Пыль может образовываться в неравновесных условиях, созданных ударными фронтами, вызванными пульсациями в атмосферах этих звезд. RCB-звезды интересны и важны, во-первых, поскольку они представляют редкие и кратковременные стадии звёздной эволюции, а во-вторых, потому что эти звезды регулярно производят большое количество пыли и потому являются лабораториями для исследования формирования и эволюции межзвёздной пыли.

## Кривая блеска звезды
R Северной Короны является прототипом переменных звёзд R Северной Короны — (RCB). Эти сверхгиганты бедны водородом, но богаты углеродом и имеют спектральный класс F или G. «Взрыв» на их поверхности приводит не к увеличению яркости, как и других переменных, но, наоборот, к её снижению. R CrB проводит большую часть своего времени имея яркость и максимальную величину около 6m, но через неравные промежутки времени она испытывает глубокое снижение яркости до 8m и более, иногда даже до 15m. Снижение яркости является весьма резким, светимость может упасть на несколько величин за несколько дней или недель. Звезда может оставаться слабосветящейся в течение длительного периода времени или испытывать несколько периодов восстановлений и снижений подряд. Часто окончательный подъём обратно на максимум светимости происходит медленно, с длительностью от нескольких месяцев до года.

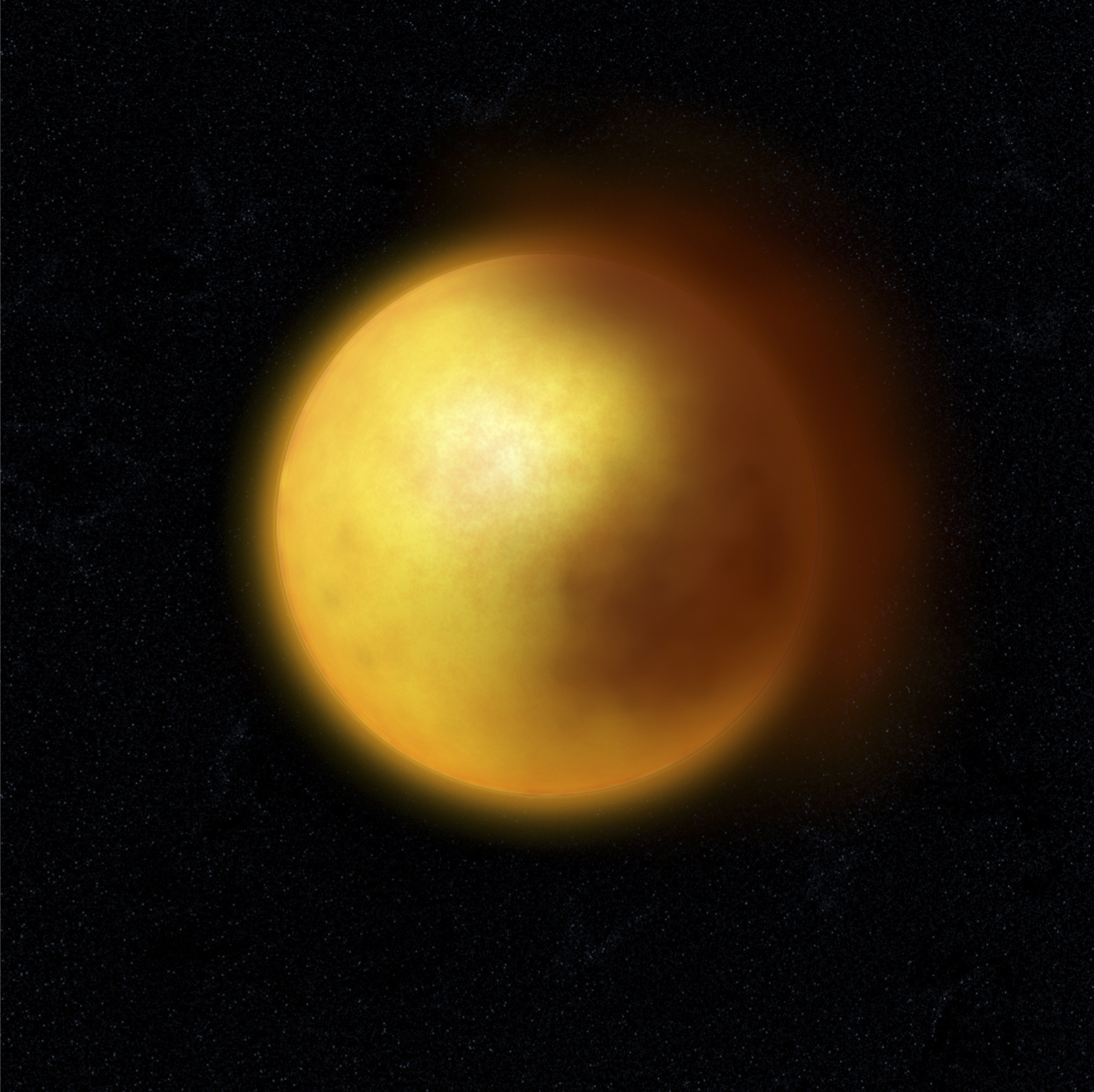
R Северной Короны в представлении художника

R Северной Короны большую часть времени пребывает на максимуме, а затем периодически испытывает колебания минимумов, поскольку богатые углеродом пылевые облака периодически затмевают фотосферу звезды. Каждое последующее падение яркости в течение общего снижения обусловлено новой порцией пыли. Эти серии образования пыли происходят во время последовательных пульсационных циклов звезды, хотя это процесс трудно доказать. Существуют различные объяснения формирования и эволюции пылевых облаков, но ни один из них не может предсказать когда, как и почему они образуются. В конце концов, облако пыли рассеивается, и яркость возвращается к максимальному значению.
В августе 2007 года яркость R Северной Короны стала уменьшаться до беспрецедентного минимума. За 33 дня она снизилась до 14m. Затем звезда продолжала медленно тускнеть. В июне 2009 года её яркость снизилась ниже 15m. Затем начался столь же медленный подъем. Лишь в конце 2011 года она достигла 12m. Это был необычайно глубокий и исключительно долгий минимум, более продолжительный, чем глубокий пятилетний минимум, который наблюдался в 1962-1967 годах. Затем звезда снова потускнела почти до 15m. В течение 7 лет её яркость не превышала 10m. В конце 2014 года она быстро увеличилась до 7m, но затем звезда снова начала тускнеть. По состоянию на середину 2017 года, ее яркость была ниже обычного уже в течение десяти лет. Был также достигнут новый рекордно низкий уровень яркости — 15,2m.